# Visions from the Spiral Generator
Visions from the Spiral Generator jest czwartym albumem szwedzkiej metalowej grupy Vintersorg, wydany 14 czerwca 2002 roku. Płyta rozwinęła styl znany z poprzedniego albumu, Cosmic Genesis. Poszczególne utwory zostały napisane zarówno po szwedzku jak i angielsku. Muzycznie album jeszcze bardziej odszedł od początkowego dla zespołu folk metalowego brzmienia.

## Lista utworów
1. "Quotation" - 0:50
2. "Vem Styr Symmetrin?" - 4:36
3. "A Metaphysical Drama" - 5:20
4. "Universums Dunkla Alfabet" - 4:33
5. "E.S.P. Mirage" - 5:00
6. "Spegelsfären" - 6:11
7. "The Explorer" - 6:47
8. "A Star - Guarded Coronation" - 5:16
9. "Trance Locator" - 2:22

## Twórcy
- Vintersorg - śpiew, gitara elektryczna, rytmiczna, organy Hammonda, edycja pętl
- Mattias Marklund - gitara, gitara rytmiczna

Muzycy sesyjni
- Asgeir Mickelson - perkusja
- Steve DiGiorgio - gitara basowa

Gościnnie
- Nils Johansson - analogowy syntezator, edycja pętl, organy Hammonda na "Universums Dunkla Alfabet"
- Lars "Lazare" Nedland - organy Hammonda na "A Metaphysical Drama"